# 카타르컵
카타르컵(Qatar Cup)은 카타르의 축구 대회 가운데 하나이다. 카타르 스타스 리그 시즌이 끝난 후에 열리며 카타르 리그 상위 4개 팀이 참가한다. 녹아웃 토너먼트 방식으로 진행되며 준결승전과 결승전 모두 단판 승부로 진행된다. 1995년에 카타르 크라운 프린스컵(Qatar Crown Prince Cup)이라는 이름으로 출범했으며 2013년에 지금과 같은 이름으로 바뀌었다.

## 역대 우승 팀
| 년도 | 우승       | 점수                   | 준우승     |
| ---- | ---------- | ---------------------- | ---------- |
| 1995 | 알라얀     | 1 - 0                  | 알아라비   |
| 1996 | 알라얀     | 2 - 0                  | 알와크라   |
| 1997 | 알아라비   | 0 - 0 (승부차기 4 - 3) | 알라얀     |
| 1998 | 알사드     | 3 - 2                  | 알아라비   |
| 1999 | 알와크라   | 2 - 1                  | 알이티하드 |
| 2000 | 알이티하드 | 0 - 0 (승부차기 9 - 8) | 알라얀     |
| 2001 | 알라얀     | 5 - 0                  | 알아라비   |
| 2002 | 카타르 SC  | 2 - 0                  | 알이티하드 |
| 2003 | 알사드     | 2 - 0                  | 알이티하드 |
| 2004 | 카타르 SC  | 2 - 1                  | 알사드     |
| 2005 | 알코르     | 2 - 1                  | 알가라파   |
| 2006 | 알사드     | 2 - 1                  | 카타르 SC  |
| 2007 | 알사드     | 2 - 1                  | 알가라파   |
| 2008 | 알사드     | 1 - 0                  | 알가라파   |
| 2009 | 카타르 SC  | 0 - 0 (승부차기 4 - 2) | 알라얀     |
| 2010 | 알가라파   | 5 - 0                  | 알아라비   |
| 2011 | 알가라파   | 2 - 0                  | 알아라비   |

## 클럽별 우승 횟수
| 클럽      | 횟수 |
| --------- | ---- |
| 알사드    | 5회  |
| 알라얀    | 3회  |
| 카타르 SC | 3회  |
| 알가라파  | 3회  |
| 알아라비  | 1회  |
| 알와크라  | 1회  |
| 알코르    | 1회  |